# Anime Friends
Anime Friends（アニメフレンズ）は、ブラジルで開催されているアニメコンベンションの名称。例年10万人規模で開催される。

## 概要
ブラジル・サンパウロ市で毎年7月に開催されており、アニメグッズの販売や、カラオケ大会、コスプレコンテストのほか、日本のアニメ・特撮ソング歌手や有名アーティストを招いてのライブが開催されている。
現在、日本のアニメソング歌手グループJAM Project準メンバーでもあるブラジル人、ヒカルド・クルーズが、日本留学中に観覧したアニメソングのイベント「ANIME JAPAN FES」に感動し、帰国後に自国でのアニメイベントを企画し立ち上げた。現在、イベント版権はMARU DIVISIONが所有しているが、引き続き運営に関わっている。
また、例年12月には2万人規模で同様のイベントRessaca Friends（ヘサカフレンズ）が開催される。
2019年から、リオ・デ・ジャネイロでも開催されることが決まった。

### Super Friends Spirits
「Anime Friends」開催期間中の夜中に行われる、音楽イベントの名称。
串田アキラや影山ヒロノブをはじめとした日本のアニメソング歌手、特撮ヒーローを演じた役者などが毎年招かれている。
2018年からはイベント開催中に同時並行でライブイベントも行うようになった。

### Anime Friends公式レポーター
2018年から現地レポーターを選出するオーディションが開催される。
オーディションは日本で開催され、採用者はブラジルの会場でイベントレポートをするほか、イベントステージへの出演が決まっている。2018年5月11日に候補者が発表された。初代レポーターは、オーストリア人のケーキ姫と元声優のコスプレイヤー・しらゆきの2名。　2018年のRessaca Friends（ヘサカフレンズ）初代レポーターは、声優の宇佐美えりとコスプレイヤーの紫花菫（すみれおじさん）の2名が決定した。

## 歴史
|                    | 開催期間                                  | 開催場所                                          | 主な日本人ゲスト |
| ------------------ | ----------------------------------------- | ------------------------------------------------- | --- |
| Anime Friends 2003 | 2003年7月3日 - 6日                        | ブラジル・サンパウロ市 Colégio Madre Cabrini      | 串田アキラ、影山ヒロノブ、渡洋史 |
| Anime Friends 2004 | 2004年7月8日 - 11日                       | ブラジル・サンパウロ市 Espaço das Américas        | 影山ヒロノブ、遠藤正明、奥井雅美、さかもとえいぞう |
| Anime Friends 2005 | 2005年7月14日 - 17日                      | ブラジル・サンパウロ市 Universidade Uni Sant'Anna | 串田アキラ、影山ヒロノブ、宮内タカユキ、福山芳樹 |
| Anime Friends 2006 | 2006年7月13日 - 16日                      | ブラジル・サンパウロ市 Universidade Uni Sant'Anna | 遠藤正明、きただにひろし、松澤由美 |
| Anime Friends 2007 | 2007年7月14日・15日 2007年7月19日 - 22日  | ブラジル・サンパウロ市 Universidade Uni Sant'Anna | 影山ヒロノブ, MoJo、NoB、遠藤正明、石田燿子、和田光司 |
| Anime Friends 2008 | 2008年7月11日 - 13日 2008年7月16日 - 20日 | ブラジル・サンパウロ市 Mart Center                | 串田アキラ、宮内タカユキ、高取ヒデアキ、美郷あき、JAM Project （影山ヒロノブ、遠藤正明、福山芳樹、奥井雅美、きただにひろし、ヒカルド・クルーズ）、筒井巧 |
| Anime Friends 2009 | 2009年7月10日 - 12日 2009年7月17日 - 19日 | ブラジル・サンパウロ市 Mart Center                | 串田アキラ、影山ヒロノブ、石原慎一、山形ユキオ、NoB、遠藤正明、きただにひろし、Kagrra |
| Anime Friends 2010 | 2010年7月9日 - 11日 2010年7月15日 - 18日  | ブラジル・サンパウロ市 Mart Center                | 串田アキラ、宮内タカユキ、石原慎一、栗林みな実、米倉千尋、美郷あき、オーラルヴァンパイア、ピヨラビ(吉河順央、三上ナミ). |
| Anime Friends 2011 | 2011年7月8日 - 10日 2011年7月15日 - 17日  | ブラジル・サンパウロ市 Mart Center                | 串田アキラ、サイキックラバー、NoB、谷本貴義、m.o.v.e、Kaya |
| Anime Friends 2012 | 2012年7月5日 - 8日 2012年7月12日 - 15日   | ブラジル・サンパウロ市 Faculdade Cantareira       | NoB、谷本貴義、JAM Project （影山ヒロノブ、遠藤正明、奥井雅美、きただにひろし、ヒカルド・クルーズ）、Kaya |
| Anime Friends 2013 | 2013年7月11日 - 14日 2013年7月18日 - 21日 | ブラジル・サンパウロ市 Campo de Marte             | 串田アキラ、NoB、松澤由美、米倉千尋、石原慎一、JAM Project（影山ヒロノブ、遠藤正明、奥井雅美、きただにひろし、福山芳樹、ヒカルド・クルーズ）、オレスカバンド、筒井巧                                                                                        |
| Anime Friends 2014 | 2014年7月17日 - 20日 2014年7月24日 - 27日 | ブラジル・サンパウロ市 Campo de Marte             | NoB、ヒカルド・クルーズ、オレスカバンド、坂本英三、BACK-ON、宮崎歩、和田光司、FLOW、谷本貴義、吉川友、アンティック-珈琲店-、motsu、DJ KAYA、ALMAh、Noturnall、Tihuana、Detonator、Família Lima、麗華                                                        |
| Anime Friends 2015 | 2015年7月10日 - 12日 2015年7月17日 - 19日 | ブラジル サンパウロ市 Campo de Marte              | 倉田てつを、FLOW, Detonator, ヒカルド・クルーズ, CROSS GENE, 麗華, KANAME☆, HOME MADE 家族, 馬渡松子, INKT, 井上ジョー, SCREW, 佐咲紗花, シュノーケル |
| Anime Friends 2016 | 2016年7月8日 - 10日 2016年7月15日 - 17日  | ブラジル サンパウロ市 Campo de Marte              | NoB, 松澤由美, 宮崎歩, 谷本貴義, 井上ジョー, 筒井巧, 日下翔平, 妹尾青洸, LM.C, 星村麻衣, Jason Faunt. Liui Aquino, LeChat, 浅岡雄也, 高橋広樹, サンボマスター, 高橋洋樹, ヒカルド・ファビオ, ヒカルドクルーズ、ラリサタシ，エドゥファラースキ，ロドリゴロシ |
| Anime Friends 2017 | 2017年7月7日 - 9日                        | ブラジル サンパウロ市 Transamérica Expo Center    | ASIAN KUNG-FU GENERATION, Do As Infinity, 筒井巧, T.M.Revolution |
| Anime Friends 2018 | 2018年7月6日 - 9日                        | ブラジル サンパウロ市 Anhembi Parque              | 橋本巧, オレスカバンド, 才木玲佳, レディビアード（DEADLIFT LOLITA）, 松澤由美, シュノーケル, 砂守岳央（DJ sunaP）, 水崎綾女, 髙坂雄貴, 八王子P, 初音ミク, ウルトラマン                                                                                      |